# Koton Karifi
Koton Karifi ist eine nigerianische Stadt im Bundesstaat Kogi.
2006 lebten in Koton Karifi 10.709 Menschen.

## Lage
Die Stadt befindet sich durchschnittlich 152 Meter über dem Meeresspiegel. Sie liegt etwa 32 Kilometer vom Zusammenfluss des Niger und des Benue entfernt.

## Infrastruktur
In Koton Karifi befindet sich ein Gefängnis.
Die Stadt liegt an der A2.

## Geschichte
Am 15. Februar 2012 stürmten etwa 20 Bewaffnete das örtliche Gefängnis. Dabei kam ein Wärter ums Leben. Es konnten etwa 200 Häftlinge fliehen.